# Kluges Gesetz
Kluges Gesetz ist ein kontroverses von Friedrich Kluge aufgestelltes Lautgesetz des Urgermanischen. Dieses versucht, den Ursprung der urgermanischen Langkonsonanten *kk, *tt und *pp – das Urindogermanische entbehrte einer phonemischen Längenunterscheidung für Konsonanten – anhand der Assimilation von *n zu einem vorangehenden stimmhaften Verschlusslaut zu erklären unter der Bedingung, dass dasselbe *n zu einem im Urindogermanischen betonten Suffix gehörte. Der Begriff «Kluges Gesetz» wurde von Kauffmann (1887) geprägt und von Frederik Kortlandt (1991) wiederbelebt. Gemäß dem Forschungsstand von 2006 ist dieses Gesetz von historischen Sprachwissenschaftlern generell nicht anerkannt worden.
Die daraus resultierenden langen Konsonanten sollen – außer sie folgten einem kurzen Vokal nach – später gekürzt worden sein, was für *ss unstrittig ist, da dieser Konsonant einen anderen Ursprung aufweist. Vertreter von Kluges Gesetz bedienen sich dieses Arguments, um das Auftreten von kurzem *p, *t oder *k am Ende vieler urgermanischer Wurzeln – insbesondere bei starken Verben – zu erklären, obwohl ihre wahrscheinlichen Kognaten in anderen indogermanischen Sprachen auf finale urindogermanische Konsonanten neben den zu erwartenden *b, *d, *g oder *ǵ auslauten. Tatsächlich sind nichtgermanische Belege für das urindogermanische *b so selten, dass *b eventuell kein Phonem gewesen sein mag; allerdings ist ebenfalls das Vorkommen von *p im Urgermanischen am Wortanfang genauso ungewöhnlich.
Ähnlich wie das Vernersche Gesetz hätte Kluges Gesetz viele Konsonantenalternationen innerhalb des grammatikalischen Paradigmas eines Wortes gebildet, was dazu geführt hätte, dass diese Wechsel nur noch teilweise hätten vorausgesagt werden können. Analoge Vereinfachungen dieser Komplexitäten werden als Erklärung für die vielen Fälle vorgeschlagen, in denen eng verwandte – und sonst identische – Wörter auf kurze, lange, plosive, frikative, stimmlose oder stimmhafte urgermanische Konsonanten in anderen verwandten germanischen Varietäten hindeuten.

## Assimilation
Der Ursprung von urgermanischem *ll, *rr, *nn und *mm war zur Zeit Kluges bereits als Folge der Assimilation von Konsonantenclustern über frühere Morphemgrenzen dargelegt worden: *ll vom ursprünglichen (prägermanischen) *l-n, *rr vom früheren *r-n, *nn vom ursprünglichen *n-n und *n-w, *mm vom früheren *z-m und *n-m. Dies gilt heute – mit der Ausnahme, dass *r-n nicht unbedingt jedes Mal zu *rr geführt hat – als unumstritten. Einige Beispiele mit *-n sind:
- Urgermanisch *fullaz < Urindogermanisch *pl̥h₁-nó-s > Sanskrit pūrṇá- (alle mit der Bedeutung ‘voll’)
- Urgermanisch *wullō- < Urindogermanisch *h₂wl̥h₂-neh₂- > Sanskrit ūrṇā- (alle mit der Bedeutung ‘Wolle’)
- Urgermanisch *ferrai ‘weit’ < Urindogermanisch *perH-noi > Litauisch pérnai ‘letztes Jahr’
- Deutsch Welle, Althochdeutsch wella < Urindogermanisch *wel-neh₂- (e-Stufe); Russisch волна < Urindogermanisch *wl̥-neh₂- (Nullstufe) (alle mit der Bedeutung ‘Welle’)

Kluge (1884) versuchte, *pp, *tt und *kk auf die gleiche Weise zu begründen (Beispiele nach Kroonen 2011):
- Urgermanisch *lappōn- < Urindogermanisch *lHbʰ-néh₂- > Latein lambō (alle mit der Bedeutung ‘lecken’)
- Mittelniederländisch roppen, Mittelhochdeutsch und später rupfen < Urindogermanisch *Hrup-néh₂- > Latein rumpō (‘brechen’)

- Urgermanisch *buttaz (Genitiv Singular) < Urindogermanisch *bʰudʰ-no- > Sanskrit budʰná-, Latein fundus (alle mit der Bedeutung ‘Boden’)
- Urgermanisch *stuttōn- < Urindogermanisch *(s)tud-n- > Latein tundō (alle mit der Bedeutung ‘auf etw. stoßen’)
- Urgermanisch *likkōn- < Urindogermanisch *liǵʰ-n- > Altgriechisch λιχνεύω lichneuō, Latein lingō (alle mit der Bedeutung ‘lecken’)
- Urgermanisch *þakkōn- ‘tätscheln’ < Urindogermanisch *th₂g-n- > Latein tangō ‘berühren’

Ohne Kluges Gesetz wären jeweils **-bn-, **-pn-, **-dn-, **-tn-, **-gn- und **-kn- in den germanischen Formen gemäß Grimmschem und Vernerschem Gesetz zu erwarten.

## Vorhersehbare Ausnahmen
Kluges Gesetz funktionierte nicht hinter betonten Vokalen, sondern nur in der gleichen Umgebung wie das Vernersche Gesetz. Einige Beispiele nach Kroonen (2009, 2011) sind:
- Urgermanisch *ufna- ‘Ofen’ < Urindogermanisch *úp-no-
- Urgermanisch *tafna- ‘Opfergabe’, ‘Mahl’ < Urindogermanisch *dh₂p-no- > Latein damnum ‘Schaden’, Altgriechisch δαπάνη dapanē (‘Aufwand’)
- Urgermanisch *swefna- < Urindogermanisch *swép-no- > Sanskrit svápna-, Latein somnus ‘Schlaf’, ‘Traum’
- Urgermanisch *aþna- < Urindogermanisch *h₂ét-no- > Latein annus (alle ‘Jahr’)
- Urgermanisch *watn- < Urindogermanisch *wéd-n- ‘Wasser’ (*-r- im Nominativ, *-n- im Genitiv)
- Urgermanisch *laihna- ‘ausgeliehene Güter’ < Urindogermanisch *lóikʷ-no- > Sanskrit rékṇas- ‘Erbe’, ‘Reichtum’
- Urgermanisch *wagna- < Urindogermanisch *wóǵʰ-no- ‘Wagen’

Selbst wenn diese Bedingung erfüllt wurde, wirkte Kluges Gesetz nicht auf die Nachkommen des urindogermanischen *s – oder des urgermanischen *z nach Vernerschem Gesetz – ein. Folgende Beispiele stammen ebenfalls von Kroonen (2009, 2011):
- Urgermanisch *razna- ‘Haus’ < Urindogermanisch *Hros-nó-
- Urgermanisch *twizna- ‘Doppelfaden’ < Urindogermanisch *dwis-nó-
- Urgermanisch *liznōn- ‘lernen’ < Urindogermanisch *lis-néh₂- ‘sich wissend machen’ (ein mediopassiver Kausativ)
- Urgermanisch *aznō- ‘arbeiten’ < Urindogermanisch *h₂es-néh₂-
- Urgermanisch Genitiv Singular *uhsniz, Genitiv Plural *uhsnōn, Akkusativ Plural *uhsnunz < Urindogermanisch *uks-n-és, *uks-n-óHom, uks-én-n̥s ‘des Ochsen, der Ochsen, die Ochsen’

## Kürzung langer Konsonanten in überlangen Silben
Der Aufstieg langer Konsonantenphoneme ergab drei Silbenarten im Prägermanischen:
1. Kurz: Mit einem kurzen Vokal, dem ein kurzer Konsonant in der nächsten Silbe nachfolgt.
2. Lang: Mit einem langen Vokal, einem Diphthong oder einem kurzen Vokal + *l/*m/*n/*r, dem ein kurzer Konsonant mit einem langen Vokal in der nächsten Silbe nachfolgt; oder ein kurzer Vokal, dem ein die Silbengrenze segmentierender langer Konsonant nachfolgt.
3. Überlang: Mit einem langen Vokal, einem Diphthong oder einem kurzen Vokal + *l/*m/*n/*r, dem ein die Silbengrenze segmentierender langer Konsonant nachfolgt.

Anders formuliert: Silben konnten entweder aufgrund des spezifischen Vokals – oder einem nachfolgenden *l/*m/*n/*r – oder aufgrund eines in der nächsten Silbe erscheinenden langen Konsonanten lang sein. Wenn beide Möglichkeiten zutrafen, galt die Silbe als überlang (siehe das Konzept der Mora, welches darauf hinweist, dass solche überlange Silben sprachübergreifend selten vorkommen).
Alle überlangen Silben wurden dann durch die Kürzung des langen Konsonanten in lange Silben verwandelt. Dies ist unumstritten für *ss, welches vom urindogermanischen *t-t-, *d-t- und *dh-t-Clustern über Morphemgrenzen abstammt:
- Ohne Kürzung (kurzer Vokal mit einem nachfolgenden langen Konsonanten): Urgermanisch *wissaz ‘gewiss’ < Urindogermanisch *wid-tó-s ‘bekannt’
- Mit Kürzung (langer Vokal mit einem nachfolgenden ursprünglich langen Konsonanten): Urgermanisch *wīsa- ‘weise’ < Urindogermanisch *weid-tó- > Latein vīsus ‘gesehen’
- Mit Kürzung (Diphthong mit einem nachfolgenden ursprünglich langen Konsonanten): Urgermanisch *haisiz ‘befehlen’ < Urindogermanisch *káid-tis ‘das Rufen’

Kluge (1884: 183) beabsichtigte, diese Erklärung weiterzuentwickeln, um sie auf Fälle anzuwenden, in denen aus langen Konsonanten bestehende urgermanische Wurzeln mit *p, *t oder *k auslauteten. Allerdings wären andere Konsonanten an denselben Artikulationsstellen aufgrund offenbar verwandter Wurzeln – im Urgermanischen oder in anderen indogermanischen Zweigen – zu erwarten gewesen. Folgende Beispiele stammen von Kroonen (2011):
- Urgermanisch *deupa- ‘tief’, als würde es vom urindogermanischen *-b- abstammen; Litauisch dubùs ‘tief’, ‘hohl’ vom urindogermanisch *-bʰ-[3][5]
- Urgermanisch *skēpa- ‘Schaf’, aber *skaban- ‘kratzen/scheren/schaben’
- Urgermanisch *hwīta-, als würde es vom urdindogermanischen *-d- kommen; Sanskrit śvetá-, śvítna- vom urindogermanischen *-t- (alle mit der Bedeutung ‘weiß’)
- Urgermanisch *wantu- ‘Handschuh/Fäustling’, aber *windan- ‘drehen’
- Urgermanisch *dīka- ‘Damm/Deich’, als würde es vom urindogermanischen *-g- oder -ǵ- abstammen; Altgriechisch τεῖχος /ˈtêːkʰɔs/ ‘Wand’ vom urindogermanischen *-gʰ- oder *-ǵʰ-
- Urgermanisch *taikjan-, als würde es vom urindogermanischen *-g- oder -ǵ- kommen; Altgriechisch δείκνῡμι deiknymi vom urindogermanischen *-k- oder *-ḱ- (alle mit der Bedeutung „zeigen“)

## Auswirkungen auf die urgermanische Morphologie
Kluges Gesetz hat bemerkenswerte Auswirkungen auf die urgermanische Morphologie. Infolge seiner Abhängigkeit von Ablaut und Akzent wirkt das Gesetz nur auf einige Deklinations- und Konjugationsformen ein, was sowohl in Nominal- als auch in Verbalparadigmen zu Alternationen von Kurz- und Langkonsonanten führt. Kroonen (2009, 2011) vergleicht diesen Wechsel mit dem grammatischen Wechsel und insbesondere mit dem Stufenwechsel der benachbarten ostseefinnischen und samischen Sprachen. Dies ist bei den Nomina der n-Stämme und bei den néh₂-Präsensverben – imperfektive Verben, welche von perfektiven durch die Hinzufügung des urindogermanischen Suffixes *néh₂-/*nh₂- abgeleitet werden – am auffälligsten, aber es lässt sich ebenfalls bei mn-Stämmen und Richtungsadverbien beobachten.

### Nomina dern-Stämme
Kluges Gesetz erzeugt Langkonsonanten im Genitiv Singular – welche im Urindogermanischen mit *-n-és auslauten – und im Genitiv Plural (*-n-óHom). Es betrifft nicht den Dativ Plural: Obwohl das *n von *-n̥-mis im Urindogermanischen unmittelbar neben der Wurzel stand, war dieses silbenbildend, weshalb es sich noch vor der Entstehung des Urgermanischen zu *-un- entwickelte und dadurch die Einwirkung von Kluges Gesetz verhinderte.
Folgende Tabellen sind eine schematische Darstellung nach Kroonen (2009: 32), in welcher C dem Anfangs- und Endkonsonanten der Wurzel entspricht und G seine Variante nach Vernerschem Gesetz – falls vorhanden – darstellt:
| Paradigma der n-Stämme   | Urindogermanisch | Urgermanisch |
| Nominativ Singular       | C_́C-ō            | C_C-ō        |
| Genitiv Singular         | C_C-n-és         | C_CC-iz      |
| Lokativ > Dativ Singular | C_C-én-i         | C_G-ini      |
| Akkusativ Singular       | C_C-ón-m̥         | C_G-anun     |
| Nominativ Plural         | C_C-ón-es        | C_G-aniz     |
| Genitiv Plural           | C_C-n-óHom       | C_CC-ōn      |
| Dativ Plural             | C_́C-n̥-mis        | C_C-ummiz    |
| Akkusativ Plural         | C_C-on-n̥s        | C_G-unz      |

Beispiel:
| „Fieber“                 | Urindogermanisch | Urgermanisch |
| Nominativ Singular       | kréyt-ō          | hrīþō        |
| Genitiv Singular         | krit-n-és        | hrittiz      |
| Lokativ > Dativ Singular | krit-én-i        | hridini      |
| Akkusativ Singular       | krit-ón-m̥        | hridanun     |

Dies zeitigt drei unterschiedliche Arten von Konsonantenwechsel (Beispiele nach Kroonen 2009):
|                    | Reibung + Stimmhaftigkeit + Länge | Reibung + Länge         | Nur Länge | Nur Länge     |
| Nominativ Singular | tōgō                              | rīhō                    | wekō      | sterō         |
| Genitiv Singular   | takkiz                            | rikkiz                  | wukkiz    | sturriz       |
| Bedeutung          | Rute/Zweig, Zacke                 | Besaitungsstange, Reihe | Docht     | steriles Tier |

Es wurde also schwierig, der Nominativ Singular von mit Verschlusslauten auslautenden Wurzeln in von Kluges Gesetz betroffenen Fällen vorauszubestimmen. Außerdem kam die reine Längenopposition, da diese nicht auf Plosive beschränkt war, häufiger vor als die anderen zwei Möglichkeiten.

### Nomina dermn-Stämme
Im Urindogermanischen hätten solche Wörter einen Nominativ Singular mit *-mḗn und einen Genitiv Singular mit *-mn-és erhalten. Allerdings scheint das *-m- des Genitiv Singulars bereits im Urindogermanischen von der Mitte der daraus resultierenden Dreikonsonantencluster weggefallen zu sein, was dazu geführt hat, dass mn-Stämme wie n-Stämme aussahen: Urindogermanisch *bʰudʰ-mēn, *bʰudʰ-mn-és > *bʰudʰmēn, *bʰudʰnés (‘Boden’) > Griechisch πυθμήν pythmēn vom Nominativ, aber Sanskrit budʰná- und Latein fundus vom Genitiv. Dies hätte die Assimilation von *n zum vorangehenden Konsonanten erlaubt. Kroonen (2011) schlägt vor, dass dies in solchen Wörtern stattgefunden haben muss, was beispielsweise zu Urgermanisch *budmēn, *buttiz (‘Boden’) geführt hat.

### Richtungsadverbien
Zusätzlich zu Präpositionen, welche eine relative Lage ausdrücken – wie zum Beispiel in oder über –, hat das Urgermanische eine große Reihe von Richtungsadverbien: Lokative mit Bedeutungen wie innerhalb oder auf, Allative mit Bedeutungen wie hinein oder hinauf und Ablative mit Bedeutungen wie von innen nach außen oder von oben nach unten. Viele – aber nicht alle – dieser Formen hatten lange Konsonanten. Kroonen (2011, 2012) rekonstruierte Beispiele wie diese und schrieb sie Kluges Gesetz zu:
|                  | Präposition | „Lokative“ | „Allative“         | „Ablative“        |
| Urgermanisch     | *uba        | *uppai     | *uppe oder *uppa   | *ubanē            |
| Urindogermanisch | *upó        | *up-nói    | *up-né oder *up-nó | *upó-neh₁         |
| Bedeutung        | über        | auf        | hinauf             | von oben hinunter |

### néh₂-Präsensverben: Iterativa
| néh₂-Präsentia     | Urindogermanisch | Urgermanisch |
| 3. Person Singular | C_C-néh₂-ti      | C_CC-ōþi     |
| 3. Person Plural   | C_C-n̥h₂-énti     | C_G-unanþi   |

## Chronologie
Das Gesetz hat Debatten über seine Chronologie in Bezug auf das Grimmsche und Vernersche Gesetz entfacht. Das Problem ist, dass die traditionelle Reihenfolge – 1. Grimm, 2. Verner, 3. Kluge – die Abwesenheit von Stimmhaftigkeit bei den urgermanischen Geminaten nicht nachweisen kann. Dementsprechend wurde eine Neuordnung der Ereignisse vorgeschlagen, um den Verlust von Stimmhaftigkeit der urgermanischen Geminaten mit der Verwandlung von Mediä in Tenues infolge des Grimmschen Gesetzes gleichzusetzen. Dies würde bedeuten, dass Kluges Gesetz vor dem Grimmschen Gesetz – oder zumindest zwischen unterschiedlichen Phasen davon – eingetreten ist. Sollte diese Annahme akzeptiert werden, würde dies weitere Auswirkungen haben, da das Vernersche Gesetz tatsächlich Kluges Gesetz vorangehen müsste, denn sonst wäre eine Erklärung von der Einwirkung Kluges Gesetzes bei den urindogermanischen stimmhaften aspirierten Plosiven sowie bei den stimmlosen Verschlusslauten nicht möglich. Demzufolge würde dies aus chronologischer Sicht das Vernersche Gesetz an die erste, Kluges Gesetz an die zweite und das Grimmsche Gesetz an die dritte Stelle setzen.
Nach dieser Erweiterung lassen sich die Vorgänge wie folgt zusammenfassen:
| Präprotogermanisch                       | -tʰnV́- | -dʱnV́- | -dnV́- | Alle drei Reihen von Plosiven erscheinen vor betonten Suffixen.                          |
| Vernersches Gesetz                       | -dʱnV́- | -dʱnV́- | -dnV́- | Stimmlose Plosive nach einer unbetonten Silbe sind stimmhaft.                            |
| Kluges Gesetz                            | -dːV́-  | -dːV́-  | -dːV́- | Plosiv + *n wird vor einem betonten Vokal zu einer Geminata.                             |
| Grimmsches Gesetz und Akzentverschiebung | -tːV-  | -tːV-  | -tːV- | Stimmhafte Plosive werden verhärtet und der Akzent wird auf die Anfangssilbe verschoben. |

## Kritik
Kurz nach den ersten Veröffentlichungen (Kluge 1884) ist Kluges Gesetz von mehreren Autoren als eine überflüssige Hypothese betrachtet worden. Die meisten Einführungstexte – mit einigen Ausnahmefällen – haben das Gesetz vernachlässigt und andere ausführlichere Werke zum Urgermanischen haben es in wenigen Worten abgelehnt: „[I]t has been seriously challenged throughout the 20th century, and nowadays even borders on the uncanonical in both Indo-European and Germanic linguistics“ (Übersetzung: „Es wurde das 20. Jahrhundert hindurch streng infrage gestellt und grenzt heute sogar an das Unkanonische sowohl in der Indogermanistik als auch in der Germanistik“) (Kroonen 2009: 53).

### Beweismangel
Viele Autoren – zuerst Trautmann (1906) und danach zum Beispiel Kuryłowicz (1957: 133–134), Fagan (1989: 38) und Ringe (2006: 115) – haben festgelegt, dass es wenige oder sogar keine Beispiele gebe, in denen eine urgermanische Wurzel mit einem langen Plosiv einer urindogermanischen Wurzel mit einem n-Suffix entspreche.
Lühr (1988) und Kroonen (2011) sind dieser Meinung mit langen Listen von Beispielen – insbesondere von Nomina der n-Stämme – entgegengetreten.

### Expressive Gemination
Onomatopoetische Wurzeln in germanischen Sprachen lauten oft mit einem langen Plosiv aus. Darunter zum Beispiel (Kroonen 2011: 125) an. klappa ‘klatschen’, okka ‘seufzen’ und skvakka ‘ein Gluckergeräusch hervorbringen’, altschwed. kratta ‘kratzen’ und nhd. kratzen, neunorw. tikka ‘tippen’, af. kloppa ‘klopfen’ und nhd. klopfen sowie ae. cluccian ‘gackern’. Lange Konsonanten sind generell allgegenwärtig in germanischen Spitznamen, wie zum Beispiel ae. Totta aus Torhthelm, Beoffa aus Beornfriþ, Blæcca für einen schwarzhaarigen Mann – beachte das kurze /k/ in blæc –, Eadda – und dt. Otto – aus allen Namen mit urgerm. *Auda- (Gąsiorowski 2006) [14], eine lange Liste von gotischen Namen deren Referenten meist schwer oder unmöglich zu rekonstruieren sind (Ibba, Faffo, Mammo, Oppa, Riggo, Wacca usw.; eventuell auch atta ‘Vater’, deutsche Namen wie – die zweite Lautverschiebung nachweisend – Fritz (*Fritta(n)-) aus Friederich, Lutz (*(H)lutta(n)-) aus Ludwig und Sicko (*Sikkan-) aus Si(e)gmar sowie isl. Solla aus Sólrún, Magga aus Margrét, Nonni aus Jón, Stebbi aus Stefán, Mogga aus Morgunblaðið und lögga ‘Bulle’ aus lögreglan ‘Polizei’. Außerdem versuchte Gąsiorowski (2006) die sonst rätselhaften englischen Wörter dog ‘Hund’, pig ‘Schwein’, frog ‘Frosch’, stag ‘Hirsch’, (ear)wig ‘Ohrwurm’ sowie ae. sucga ‘Heckenbraunelle’ und *tacga ~ *tecga ‘Lämmer’ – im Singular nicht belegt – als anhand unterschiedlicher Nomina und Adjektive gebildete Spitznamen zu erklären. Einige Autoren – wie Trautmann (1906) und Fagan (1989) – haben versucht, alle urgermanischen langen Plosive der expressiven Gemination zuzuschreiben aufgrund der Annahme, dass die diese Verschlusslaute enthaltenen Wurzeln in Bezug auf ihre Bedeutung mit Emotionen – einschließlich Intensität und Iteration – in Verbindungen standen. Diese zuerst von Gerland (1869) aufgestellte Hypothese wurde beispielsweise vom einflussreichen Indogermanischen etymologischen Wörterbuch (Pokorny 1959) sowie in den spezialisierten Werken von Seebold (1970) und Kluge/Seebold (2002) akzeptiert.
Lühr (1988) widerspricht diesem Ansatz, indem sie behauptet, dass die meisten Nomina mit langen Plosiven oder mit Anzeichen von Stufenwechsel keine Bedeutungen haben, welche dieser Hypothese entsprechen würden. Die gleichen Werke zeigen, dass die expressive Gemination nicht darlegt, weshalb eine große Anzahl dieser Nomina n-Stämme sind. Ferner kann die expressive Gemination die vielen Fälle nicht erklären, in denen urgerm. */p: t: k:/ uridg. */bʱ dʱ ɡʲʱ ɡʱ/ entsprechen – wie zum Beispiel bei ae. liccian ‘lecken’ aus uridg. *leiǵh-, wobei **licgian im Altenglischen zu erwarten wäre (Gąsiorowski 2012: 17). Außerdem kann die expressive Gemination keine Erläuterung für die Fälle liefern, in denen urgerm. */p t k/ uridg. */bʱ dʱ ɡʲʱ ɡʱ/ entsprechen – wie zum Beispiel bei ae. dēop aus uridg. *dheubh- (Kortlandt 1991: 3; Kroonen 2011: 128; Gąsiorowski 2012: 16) – und in denen urgerm. */p t k/ uridg. */p t kʲ k/ entsprechen – wie bei mnl. token ‘drücken’ aus uridg. *duk-, während Kluges Gesetz mit anschließender Analogie bei solchen Phänomenen kein Problem darstellt (Kroonen 2011: 125). Kroonen (2011: 125) fügte hinzu: „Moreover, the Expressivity Theory [sic] seems to contain a critical theoretical fallacy. It is a priori implausible that a completely new range of phonemes (i.e. geminates) could be introduced into a linguistic system by extra-linguistic factors such as charged semantics. In this respect, some versions of the Expressivity Theory are truly comparable to what in biology is known as Aristotle's generatio spontanea hypothesis [...], which revolved around the idea that living organisms, such as flies and eels, come about spontaneously in decaying corpses“ (Übersetzung: „Zudem scheint die Expressivitätstheorie einen kritischen theoretischen Trugschluss zu enthalten. Es ist a priori unglaubwürdig, dass eine vollkommen neue Auswahl an Phonemen – sprich Geminaten – anhand außersprachlicher Faktoren wie geladener Semantik ins Sprachsystem hätte eingeführt werden können. Diesbezüglich sind einige Fassungen der Expressivitätstheorie wahrlich vergleichbar mit der in der Biologie als generatio spontanea bekannten Hypothese Aristoteles, welche besagt, dass lebende Organismen wie Fliegen und Aale in verfaulenden Kadavern spontan entstehen“). Schließlich sind die Spitznamen mit langen Konsonanten – inklusive got. atta – n-Stämme. Spitznamen mit n-Stämmen erscheinen ebenfalls in anderen indogermanischen Zweigen – wie lat. Catō, Varrō und Nerō sowie gr. Platōn und Strabōn. Zudem hat das Germanische viele personalisierende oder individualisierende n-Stämme, welche mit den Hypokorismen strukturell identisch sind, wie zum Beispiel ahd. chresso „Motte“ zu chresan „kriechen“ (Kroonen 2011: 82).
Die meisten der urgermanischen Langplosive sind stimmlos; allerdings ist die Rekonstruktion langer stimmhafter Plosive trotz ihrer Seltenheit in einigen Fällen notwendig. Die Hypothese der expressiven Gemination kann dies schwer erklären, wie Trautmann (1906: 66) bei der Ablehnung von Kluges Gesetz zugibt: „Wie wir uns freilich das Nebeneinander von z. B. kk- gg- k- g- zu erklären haben, weiss ich nicht.“ Kroonen (2011: 124) jedoch behauptet: „The only existing theory that is powerful enough [to explain] such root variations, is the one that acknowledges consonant gradation and the underlying mechanism of the paradigmatic contaminations. The co-occurrence of ON riga 'to lift heavily' : MLG wriggen 'to twist' : ME wricken 'to wiggle', for instance, implies two different expressive formations within the Expressivity Theory, the choice between a voiced and voiceless geminate being arbitrary, erratic, or, in other words, scientifically unfalsifiable. By reconstructing a paradigm *wrikkōþi, *wrigunanþi < *uriḱ-néh₂-ti, *uriḱ-nh₂-énti, on the other hand, the only irregular form is *wrigg-, which can be readily explained by contamination of *wrig- and *wrikk-“ (Übersetzung: „Die einzige existierende Theorie, die überzeugend genug ist, um solche Wurzelalternationen zu erklären, ist diejenige, die den Stufenwechsel und den zugrundeliegenden Mechanismus der paradigmatischen Kontaminierungen anerkennt. Das gemeinsame Auftreten von an. riga „schwer heben“ : mnd. wriggen „drehen“ : me. wricken „wackeln“ setzt beispielsweise zwei verschiedene expressive Bildungen innerhalb der Expressivitätstheorie voraus, wobei die Wahl zwischen einer stimmhaften und einer stimmlosen Geminata arbiträr, sprunghaft oder in anderen Worten wissenschaftlich unwiderlegbar ist. Durch die Rekonstruktion eines Paradigmas *wrikkōþi, *wrigunanþi < *uriḱ-néh₂-ti, *uriḱ-nh₂-énti ist andererseits *wrigg- die einzige unregelmäßige Form, welche sich durch die Kontaminierung von *wrig- und *wrikk- leicht erklären lässt“).
Ähnlich denkt Gąsiorowski (2012: 21), dass es methodologisch unvernünftig sei, psycholinguistische Faktoren und andere Hypothesen unregelmäßiger Entwicklung aufzurufen, bis ein regelmäßiges Gesetz – wie dasjenige Kluges – getestet worden ist. Kroonen (2009: 53) weist darauf hin, dass die Hypothese der expressiven Gemination aufgrund ihrer ersten Veröffentlichung im Jahre 1869 grundsätzlich von der Zeit vor dem Aufstieg des junggrammatischen Theorems der Ausnahmslosigkeit der Lautgesetze stammt.

### Substratinterferenz
Wie bereits erwähnt waren lange Konsonanten im Urindogermanischen nicht vorhanden und viele germanische Wurzeln sind in einigen Altsprachen mit einem langen, in anderen jedoch mit einem kurzen Konsonanten – oft zusammen mit jeweils einem kurzen oder langen Vokal – belegt. Dies hat die Leidener Schule dazu bewogen, die Meinung zu vertreten, dass germanische Wurzeln mit langen Plosiven nicht vom Urindogermanischen, sondern von einem Substrat geerbt wurden.
Während die Existenz eines Substrats mit Geminaten oder selbst die Auslösung von Kluges Gesetz durch die Aufnahme von Sprechern dieses Substrats in den urindogermanischen Dialekt, der im Endeffekt als Germanisch bekannt wurde, keinesfalls unmöglich ist, findet Kroonen (2009: 62) keine Belege für solche Hypothesen und betont deshalb, dass ein langer Konsonant in einer germanischen Wurzel nicht als Beweismittel für die Übernahme derselben Wurzel betrachtet werden kann.

### Zeitlicher Ablauf
Lange Plosive kommen im gotischen Sprachmaterial sehr selten vor. Außer den oben erwähnten Spitznamen – einschließlich atta – sind lange Verschlusslaute nur in skatts „Geld“, smakka „Feige“ (n-Stamm) und im lateinischen Lehnwort sakkus „Sack“ belegt (Kroonen 2011). Deswegen behaupten Kuryłowicz (1957) und Fagan (1989), dass lange Plosive im Urgermanischen abwesend gewesen waren und erst im Urnordwestgermanischen entstanden sind, weshalb Kluges Gesetz – falls es überhaupt existiert – zwischen Urgermanisch und Urnordwestgermanisch und nicht zwischen Urindogermanisch und Urgermanisch gewirkt haben muss.
Lühr (1988) und Kroonen (2011) haben darauf hingewiesen, dass starke Verben mit /p t k/ und einem vorangehenden langen Vokal, Diphthong oder Sonorlaut in der gotischen Bibel häufig vorkommen und viele dieser Verben mit den Iterativa mit Langkonsonanten, welche in nordwestgermanischen Sprachen belegt sind, deutlich verwandt sind. Ferner lenkt Kroonen (2011: 82, 111) die Aufmerksamkeit auf die Tatsache, dass der altsächsische Hêliand nur drei Wörter mit langen Plosiven – skatt „Schatz, Geld“, likkōn „lecken“, upp/uppa/uppan „auf/hinauf/von oben nach unten“ – potenziellen urgermanischen Ursprungs enthält, während solche Wörter im Mittelniederdeutschen omnipräsent sind. Aus diesem Grund verweist er auf Kuryłowiczs (1957: 140) Hypothese, dass Wörter mit langen Plosiven für christliche Werke als stilistisch inadäquat aufgefasst wurden, da diese Laute oft in Spitznamen auftraten und dementsprechend als zu umgangssprachlich galten.